# Árpád Ritter
Árpád Ritter (* 12. Juni 1975 in Budapest) ist ein ungarischer Ringer. Er war Vizeweltmeister 2005 im Mittelgewicht und Europameister 2002 und 2003 im Weltergewicht, jeweils im freien Stil.

## Werdegang
Árpád Ritter wuchs in Budapest auf und begann dort als Jugendlicher 1984 mit dem Ringen. Er wurde Mitglied des Csepel SC und dort von Istvan Gulyas trainiert. Als Junior betätigte er sich noch in beiden Stilarten, griechisch-römischer Stil und freier Stil. Als Senior trat er nur mehr im freien Stil an. Als Erwachsener rang er lange Zeit bei einer Größe von 1,78 Metern im Weltergewicht und wechselte erst 2005 in das Mittelgewicht.
Er war schon als Junior sehr erfolgreich und startete mit 15 Jahren 1990 erstmals bei einer internationalen Meisterschaft, der Junioren-Weltmeisterschaft in Szombathely. Er rang dabei in der Altersgruppe der „Cadets“, die bis zum 16. Lebensjahr ging. Er war auch gleich erfolgreich, denn mit einem 3. Platz in der Gewichtsklasse bis 60 kg Körpergewicht gewann er im griechisch-römischen Stil eine Bronzemedaille. Bei derselben Meisterschaft startete er auch im freien Stil, musste dort aber mit dem undankbaren 4. Platz zufrieden sein.
Ein Jahr später, 1991, gewann er bei der Junioren-Weltmeisterschaft der Cadets in Alma (Kanada) im griechisch-römischen Stil in der Gewichtsklasse bis 70 kg Körpergewicht den WM-Titel und wurde um freien Stil in der gleichen Gewichtsklasse Vizeweltmeister.
In den beiden nächsten Junioren-Altersgruppen (Juniors, bis zum 18. Lebensjahr und Espoirs, bis zum 20. Lebensjahr) war Árpád Ritter nicht mehr so erfolgreich. Er gewann in diesen Klassen keine Medaillen mehr. Seine besten Ergebnisse waren ein 4. Platz bei der Junioren-Weltmeisterschaft der Juniors 1992 in Cali, Kolumbien, im Weltergewicht und ein 4. Platz bei der Junioren-Weltmeisterschaft der Espoirs 1995 in Teheran, wo er wieder einen 4. Platz im Weltergewicht belegte. Es siegte dabei in seiner Gewichtsklasse Buwaisar Saitijew aus Russland vor dem Südkoreaner Moon Eui-jae, die später auch bei den Senioren viele Erfolge errangen.
Sein Debüt bei den Senioren gab Árpád Ritter bei den Olympischen Spielen 1996 in Atlanta. Er kam dort im Weltergewicht mit einem Sieg und zwei Niederlagen auf den 13. Platz. Seine Niederlage gegen Magomed Salam Gadschiew aus Aserbaidschan war dabei mit 2:3 techn. Punkten sehr knapp. Im weiteren Verlauf seiner Karriere erzielte er bei den Senioren zunächst unterschiedliche Leistungen. Schwächeren Ergebnissen bei den internationalen Meisterschaften standen gute gegenüber. So belegte er z. B. bei der Weltmeisterschaft 1997 in Krasnojarsk im Weltergewicht nur den 27. Platz, kam aber bei der Europameisterschaft 1998 in Bratislava auf einen hervorragenden 4. Platz. Dabei brachte er sogar das Kunststück fertig, in einem Vorrundenkampf Adam Saitijew aus Russland nach Punkten zu besiegen. Wegen des damals geltenden eigenartigen Reglements musste er allerdings im Kampf um den 3. Platz noch einmal gegen Adam Saitijew antreten und unterlag dabei nach Punkten.
Bei der Europameisterschaft 2000 in Budapest kam Árpád Ritter mit zwei Siegen und einer Niederlage gegen Adem Bereket aus der Türkei auf den 5. Platz. Bei den Olympischen Spielen 2000 in Sydney bestritt er zwei Kämpfe, die er beide verlor. Sowohl gegen Gurami Michedlidse aus Georgien als auch erneut gegen Adem Bereket verlor er und kam dadurch nur auf den 18. Platz.
Im Jahre 2001 schaffte er dann bei der Europameisterschaft in Budapest mit einem 3. Platz den ersten Medaillengewinn bei den Senioren im Weltergewicht. Einen noch besseren Platz verwehrte ihm Buwaisar Saitijew aus Russland, gegen den er bei dieser Meisterschaft verlor. Bei der Weltmeisterschaft 2001 in Sofia konnte er ebenfalls überzeugen, wenn er auch wegen einer Niederlage gegen Moon Eui-jae die Medaillenränge knapp verfehlte und „nur“ auf den 5. Platz kam.
Den Durchbruch schaffte Árpád Ritter dann bei der Europameisterschaft 2002 in Baku. Mit fünf Siegen wurde er dort Europameister im Weltergewicht. Auf dem Weg zu diesem Erfolg schlug er auch den deutschen Ex-Weltmeister Alexander Leipold knapp mit 3:2 technischen Punkten. Einen Rückschlag erlitt er bei der Weltmeisterschaft dieses Jahres in Teheran, denn nach zwei verlorenen Kämpfen gegen Murad Gaidarow aus Belarus und Daniel Gonzalez Aguillera aus Kuba landete er auf dem 25. Platz.
2003 gelang es Árpád Ritter, bei der Europameisterschaft in Riga erneut zu siegen. Es gelang ihm dort auch die Revanche gegen Murad Gaidarow und im Endkampf gelang ihm ein erneuter knapper Sieg über Alexander Leipold (3:2 techn. Punkte). Bei der Weltmeisterschaft 2003 in New York verlor er nach drei siegreichen Kämpfen gegen Gennadi Lalijew aus Kasachstan und belegte den 7. Platz.
Im Jahre 2004 nahm er zum dritten Mal an Olympischen Spielen teil und zum dritten Mal schnitt er dabei enttäuschend ab. Er verlor in Athen gegen Buwaisar Saitijew und gegen Emanzios Bentinidis aus Griechenland und kam deshalb nur auf den 16. Platz.
Bei der Europameisterschaft 2005 in Warna startete Árpád Ritter erstmals im Mittelgewicht, verlor aber in seinem zweiten Kampf gegen David Bichinashvili aus Deutschland und belegte den 7. Platz. Für die Weltmeisterschaft 2005, die in seiner Heimatstadt Budapest stattfand, trainierte er noch einmal in das Weltergewicht ab. Eine Maßnahme, die sich bezahlt machte, denn mit vier Siegen gewann er endlich auch eine WM-Medaille. Es war die silberne, denn im Endkampf verlor er wieder gegen Buwaisar Saitijew, dem dominierenden Weltergewichtler jener Jahre.
In den letzten Jahren seiner internationalen Karriere gewann er bei der Europameisterschaft 2007 in Sofia noch einmal eine Bronzemedaille, die er sich mit einem Sieg über Sergei Borchenko aus Belarus erkämpfte.
Die Qualifikation für die Olympischen Spiele 2008 in Peking schaffte Árpád Ritter nicht mehr. Allerdings scheiterte er beim zweiten Qualifikationsturnier in Warschau mit einem 3. Platz im Mittelgewicht nur äußerst knapp. Ein 2. Platz hätte für die Olympiaqualifikation ausgereicht. Mit Ablauf des Jahres 2008 beendete Árpád Ritter dann seine internationale Ringerlaufbahn.
Árpád Ritter ist seit vielen Jahren auch in Deutschland ein Begriff im Ringerlager, da er schon für den KSV Witten 07 und TuS Adelhausen auf die Matte ging. In der Saison 2009/10 startete er für den SV Germania Weingarten.

## Internationale Erfolge
| Jahr | Platz | Wettbewerb                                       | Stil | Gewichtsklasse | |
| 1990 | 3.    | Junioren-WM (Cadets) in Szombathely              | GR   | bis 60 kg      | hinter Ljubal Colas Ortiz, Kuba u. Tamás Berzicza, Ungarn |
| 1990 | 4.    | Junioren-WM (Cadets) in Szombathely              | F    | bis 60 kg      | hinter Igor Kupejew, UdSSR, Engelbert, Manczak, Ungarn u. Saeed Mohammadi, Iran |
| 1991 | 1.    | Junioren-WM (Cadets) in Alma, Kanada             | GR   | bis 70 kg      | vor Radoslav Povilojc, Polen u. Justin Bird, USA |
| 1991 | 2.    | Junioren-WM (Cadets) in Alma, Kanada             | F    | bis 70 kg      | hinter Osman Dschurtabajew, UdSSR, vor Matt Suter, USA |
| 1992 | 4.    | Junioren-WM (Juniors) in Cali, Kolumbien         | F    | Welter         | hinter Stanislaw Albegerow, Russland, Güney Kasaoglu, Türkei u. Sewi Aldimow, Bulgarien |
| 1992 | 8.    | Junioren-EM (Espoirs) in Székesfehérvár          | F    | Welter         | Sieger: Alan Msokow, Russland vor Laurentiu Ciuca, Rumänien |
| 1993 | 5.    | Junioren-EM (Juniors) in Götzis/Österreich       | F    | Welter         | hinter Gaidar Gaidarow, Russland, Vedat Kartal, Türkei, Oleg Boikow, Ukraine u. Artak Galstjan, Armenien |
| 1995 | 4.    | Junioren-WM (Espoirs) in Teheran                 | F    | Welter         | hinter Buwaisar Saitijew, Russland, Moon Eui-jae, Südkorea u. Abolfazl Zeinalnia, Iran |
| 1996 | 3.    | Großer Preis von Deutschland in Leipzig          | F    | Welter         | hinter Turan Ceylan u. Nuri Zengin, bde. Türkei, vor Alberto Robriguez, Kuba, Jeff Catrabone, USA u. Magomed Kuruglijew, Usbekistan |
| 1996 | 13.   | OS in Atlanta                                    | F    | Welter         | nach einer Niederlage gegen Igor Kosir, Belarus, einem Sieg über Felipe Guzman, Mexiko u. einer Niederlage gegen Magomed Salam Gadschiew, Aserbaidschan                                                                                             |
| 1997 | 6.    | EM in Warschau                                   | F    | Welter         | mit Siegen über Viktor Dominguez, Spanien u. Waleri Werkuschin, Mazedonien, einer Niederlage gegen Alexander Leipold, Deutschland, einem Sieg über Alan Msokow, Ukraine u. Niederlagen gegen Kamil Kocaoğlu, Türkei u. Miroslaw Gotschew, Bulgarien |
| 1997 | 22.   | WM in Krasnojarsk                                | F    | Welter         | mit einem Sieg über Nurbek Isabekow, Kirgisistan u. Niederlagen gegen Buwaisar Saitijew u. Miroslaw Gotschew |
| 1998 | 2.    | „Dan-Kolow“-Turnier in Sofia                     | F    | Welter         | hinter Miroslaw Gotschew, Bulgarien, vor Alexei Kaschiew, Russland |
| 1998 | 3.    | „Yasar-Dogu“-Memorial in Ankara                  | F    | Welter         | hinter Nuri Zengin, Türkei u. Schamil Aliew, Russland |
| 1998 | 4.    | EM in Bratislava                                 | F    | Welter         | mit Siegen über Viktor Dominguez u. Adam Saitijew, Russland, einer Niederlage gegen Araik Geworgjan, Armenien, einem Sieg über Miroslaw Gotschew u. einer Niederlage gegen Adam Saitijew                                                            |
| 1998 | 3.    | Großer Preis von Deutschland in Leipzig          | F    | Welter         | mit Siegen über Felix Polianidis, Griechenland, Henning Jonack, Deutschland u. Mehrneush Shahrokhi, Iran u. einer Niederlage gegen Alexander Leipold                                                                                                |
| 1998 | 10.   | WM in Teheran                                    | F    | Welter         | mit Siegen über Akber Ismailow, Aserbaidschan u. Stephen E. Marianetti, USA, u. Niederlagen gegen Alexander Leipold u. Gurami Michedlidse, Georgien                                                                                                 |
| 1999 | 8.    | EM in Minsk                                      | F    | Welter         | mit einer Niederlage gegen Radion Kertanti, Slowakei u. einem Sieg über Rewas Mindoraschwili, Georgien |
| 1999 | 10.   | WM in Ankara                                     | F    | Welter         | mit Siegen über Reinold Ozolins, Australien u. Massoud Jamshidi, Iran u. einer Niederlage gegen Adam Saitijew |
| 2000 | 3.    | Olympiaqualifikationsturnier in Minsk            | F    | Welter         | hinter Gennadi Lalijew, Kasachstan u. Ruslan Kinchagow, Usbekistan |
| 2000 | 12.   | Olympiaqualifikationsturnier in Leipzig          | F    | Welter         | Sieger: Nasir Gadschichanow, Mazedonien vor Gennadi Lalijew u. Ruslan Kinchagow |
| 2000 | 1.    | Olympiaqualifikationsturnier in Tokio            | F    | Welter         | vor Radion Kertanti u. Kunihiko Obata, Japan |
| 2000 | 5.    | EM in Budapest                                   | F    | Welter         | mit Siegen über Felix Polianidis, Griechenland u. Igor Kosir, Belarus u. einer Niederlage gegen Adem Bereket, Türkei |
| 2000 | 18.   | OS in Sydney                                     | F    | Welter         | nach Niederlagen gegen Gurami Michedlidse u. Adem Bereket |
| 2001 | 3.    | EM in Budapest                                   | F    | Welter         | mit Siegen über Ibrahim Zengin, Türkei, Janis Leisavnieks, Lettland u. Radion Kertanti, einer Niederlage gegen Buwaisar Saitijew u. einem Sieg über Elchad Alachwerdijew, Aserbaidschan                                                             |
| 2001 | 2.    | Großer Preis von Deutschland in Leipzig          | F    | Mittel         | hinter Tamás Kiss, Ungarn, vor Serhat Balcı, Türkei u. André Backhaus, Deutschland |
| 2001 | 5.    | WM in Sofia                                      | F    | Welter         | mit Siegen über Almazbek Ergeschow, Kirgisistan u. Gennadi Lalijew u. einer Niederlage gegen Moon Eui-jae, Südkorea |
| 2002 | 1.    | EM in Baku                                       | F    | Welter         | mit Siegen über Nathaniel Leedon Ackermann, Großbritannien, Peter Kasabow, Bulgarien, Alexander Leipold, Magomed Isagaschiew, Russland u. Murad Gaidarow, Belarus                                                                                   |
| 2002 | 25.   | WM in Teheran                                    | F    | Welter         | nach Niederlagen gegen Murad Gaidarow u. Daniel Gonzalez Aguillera, Kuba |
| 2003 | 1.    | EM in Riga                                       | F    | Welter         | mit Siegen über Eugen Preda, Rumänien, Gela Sagiraschwili, Georgien, Iwan Todorow, Bulgarien, Murad Gaidarow u. Alexander Leipold |
| 2003 | 7.    | WM in New York                                   | F    | Welter         | mit Siegen über Carlos Dominguez Fernandez, Spanien, Janis Leisavnieks u. Elnur Aslanow, Aserbaidschan u. einer Niederlage gegen Gennadi Lalijew |
| 2004 | 16.   | OS in Athen                                      | F    | Welter         | nach Niederlagen gegen Buwaisar Saitijew u. Emzarios Bentinidis, Griechenland |
| 2005 | 1.    | Polen-Cup in Brzeg Dolny                         | F    | Mittel         | vor Radoslav Horbik, Polen, Sergei Kirilow, Russland u. Radoslav Siezak, Polen |
| 2005 | 1.    | Intern. Turnier in Mailand                       | F    | Mittel         | vor Travis Cross, Kanada, Antony Junior Fasugba, Italien u. Thomas Bucheli, Schweiz |
| 2005 | 7.    | EM in Warna                                      | F    | Mittel         | mit einem Sieg über Peter Kasabow u. einer Niederlage gegen David Bichinashvili, Deutschland |
| 2005 | 2.    | WM in Budapest                                   | F    | Welter         | mit Siegen über Carlos Dominguez Fernandez, Alexander Burca, Rumänien, Talant Jekschenow, Kirgisistan u. Joe E. Williams, USA u. einer Niederlage gegen Buwaisar Saitijew                                                                           |
| 2006 | 12.   | EM in Moskau                                     | F    | Mittel         | nach einer Niederlage gegen Wadim Lalijew, Armenien |
| 2006 | 25.   | WM in Guangzhou                                  | F    | Mittel         | nach einer Niederlage gegen Serhat Balcı, Türkei |
| 2007 | 1.    | Swiss-Grand-Prix in Martigny                     | F    | Mittel         | vor Sergei Borchanko, Belarus, Thomas Bucheli, Schweiz u. Yusup Absusalamow, Tadschikistan |
| 2007 | 1.    | Trophe Milone in Rom                             | F    | Mittel         | vor István Veréb, Ungarn u. Hamid Yarikgalvani, Iran |
| 2007 | 3.    | EM in Sofia                                      | F    | Mittel         | nach einer Niederlage gegen Georgi Ketojew, Russland u. Siegen über Cantero Jackson Vaillant, Spanien u. Sergei Borchanko, Belarus |
| 2007 | 18.   | WM in Baku                                       | F    | Mittel         | mit einem Sieg über Adrian Recoreanu, Rumänien u. einer Niederlage gegen Joe E. Williams |
| 2008 | 17.   | EM in Tampere                                    | F    | Mittel         | nach Niederlagen gegen Georgi Ketojew u. Wadim Lalijew |
| 2008 | 10.   | Olympiaqualifikationsturnier in Martigny/Schweiz | F    | Mittel         | Sieger: Naurus Temresow, Aserbaidschan vor Tschagnaadordschiin Gandsorig, Mongolei |
| 2008 | 3.    | Olympiaqualifikationsturnier in Warschau         | F    | Mittel         | hinter Taras Danko, Ukraine u. Gennadi Lalijew |

Anm.: OS = Olympische Spiele, WM = Weltmeisterschaften, EM = Europameisterschaften, F = Freistil, GR = griechisch-römischer Stil, Weltergewicht, bis 1996 bis 74 kg, von 1997 bis 2001 bis 76 kg, seit 2002 bis 74 kg Körpergewicht, Mittelgewicht, seit 2002 bis 84 kg Körpergewicht